# Dương Minh Châu (xã)
Dương Minh Châu là một xã thuộc tỉnh Tây Ninh, Việt Nam.

## Địa lý
Xã Dương Minh Châu có vị trí địa lý:
- Phía đông giáp Thành phố Hồ Chí Minh
- Phía tây giáp xã Tân Phú và phường Bình Minh
- Phía nam giáp phường Ninh Thạnh và các xã Cầu Khởi, Lộc Ninh
- Phía bắc giáp xã Tân Thành

Xã Dương Minh Châu có diện tích 177,15 km², dân số năm 2025 là 35.878 người.

## Hành chính
Thị trấn Dương Minh Châu được chia thành 4 khu phố:  1, 2, 3, 4.

## Lịch sử
Thị trấn Dương Minh Châu trước đây là một phần của xã Suối Đá thuộc huyện Dương Minh Châu.
Ngày 13 tháng 1 năm 1999, thành lập thị trấn Dương Minh Châu trên cơ sở điều chỉnh 496,5 ha diện tích tự nhiên  của xã Suối Đá, hiện nay có 1892 hộ với 6.326 nhân khẩu (năm 1999 có 1110 hộ với 5.469 nhân khẩu).
Trong đợt cải cách hành chính Việt Nam năm 2025, theo Nghị quyết số 1682/NQ–UBTVQH15 thị trấn Dương Minh Châu, cùng một phần diện tích, quy mô dân số của các xã Phan, Suối Đá, Phước Minh của huyện Dương Minh Châu sẽ được sáp nhập và thành lập xã Dương Minh Châu, tỉnh Tây Ninh.